# Зіркомох облямований
Зіркомох облямований (Mnium marginatum) — вид мохів порядку головмохальних (Bryales).

## Поширення
Ареал охоплює такі частини світу: Європа, Північна Америка, Азія.
Населяє ліси на гумусі, ґрунт, колоди, скелі, основи дерев, затінені скелі; від низьких до помірних висот.

## Галерея

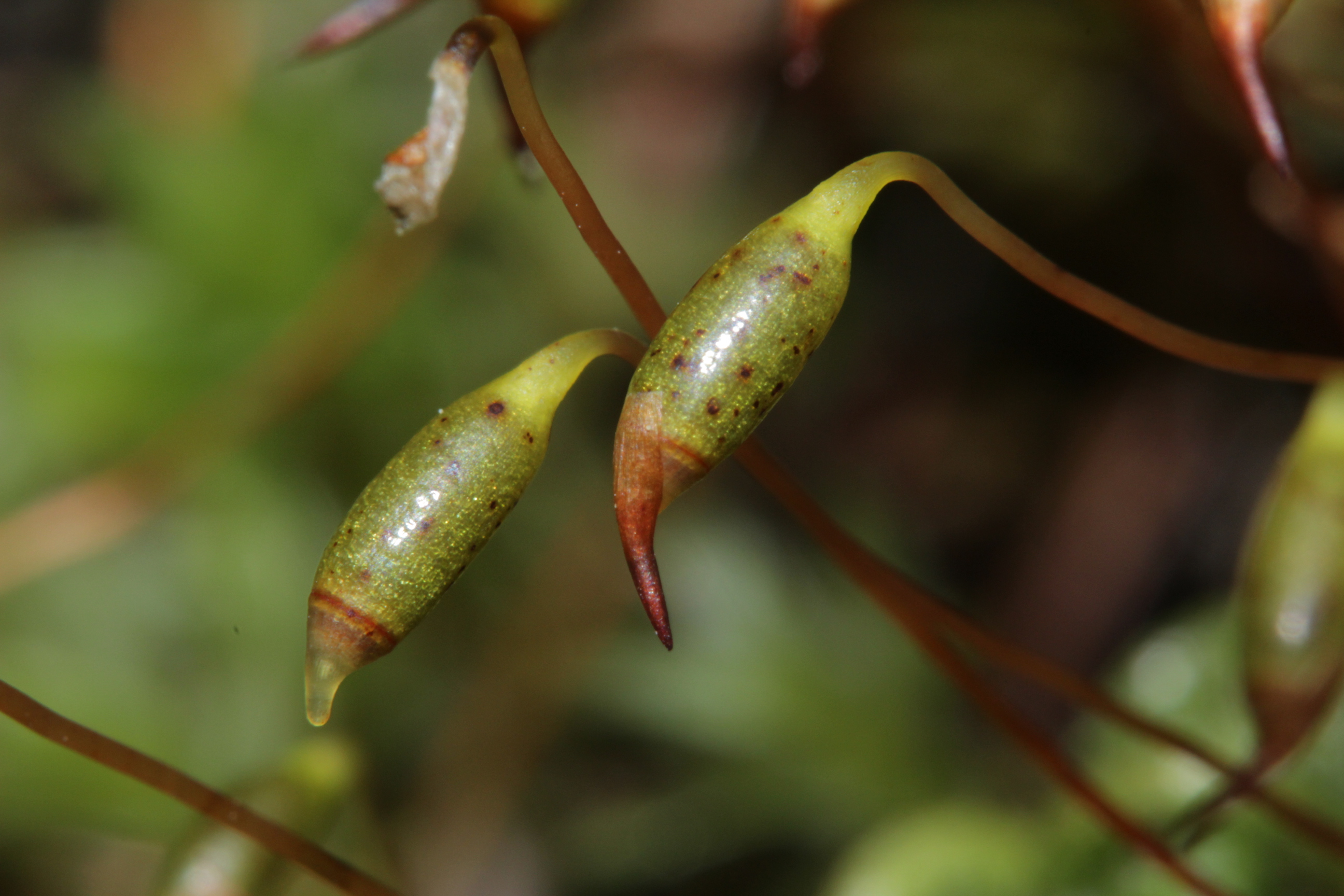
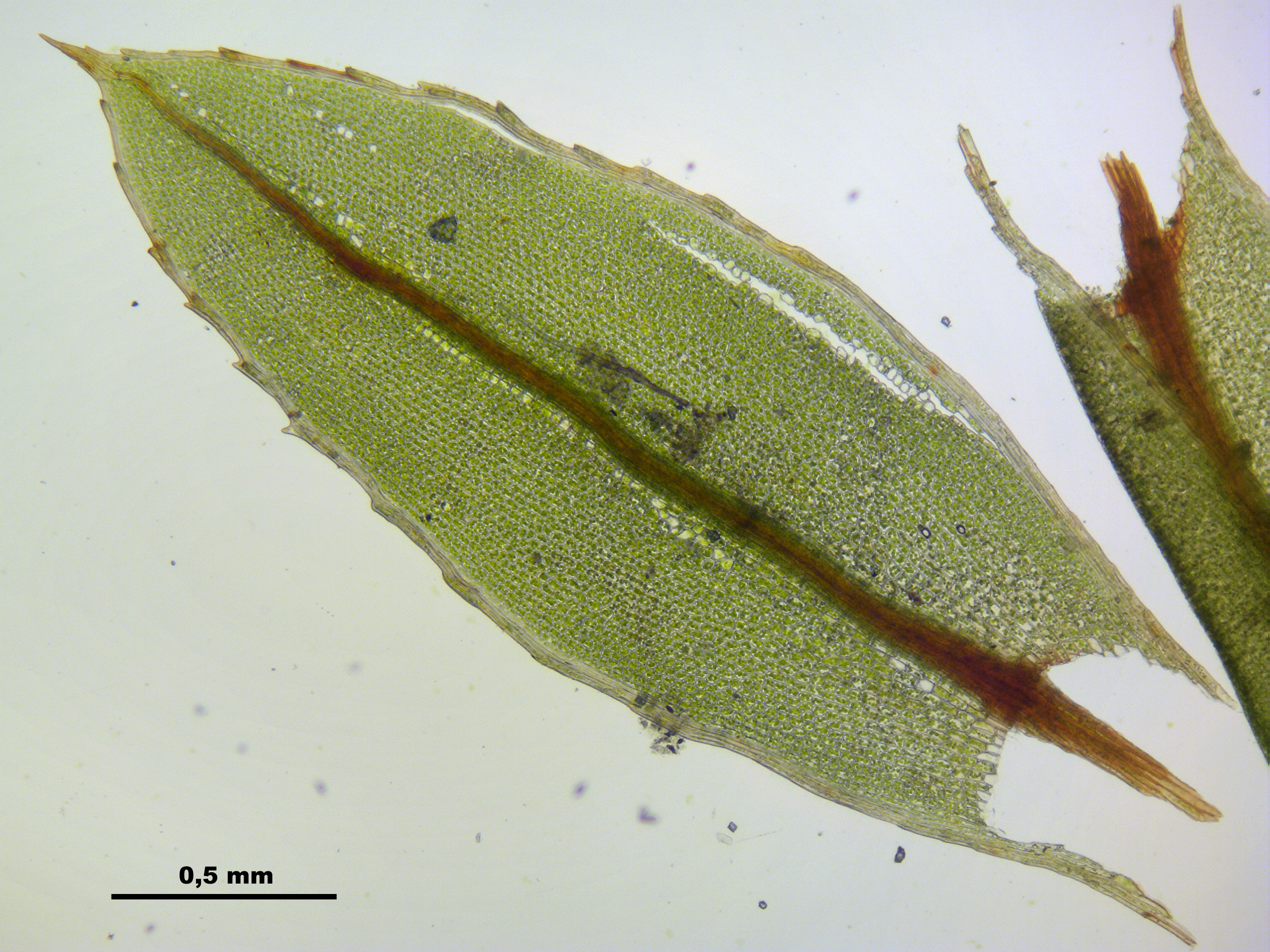
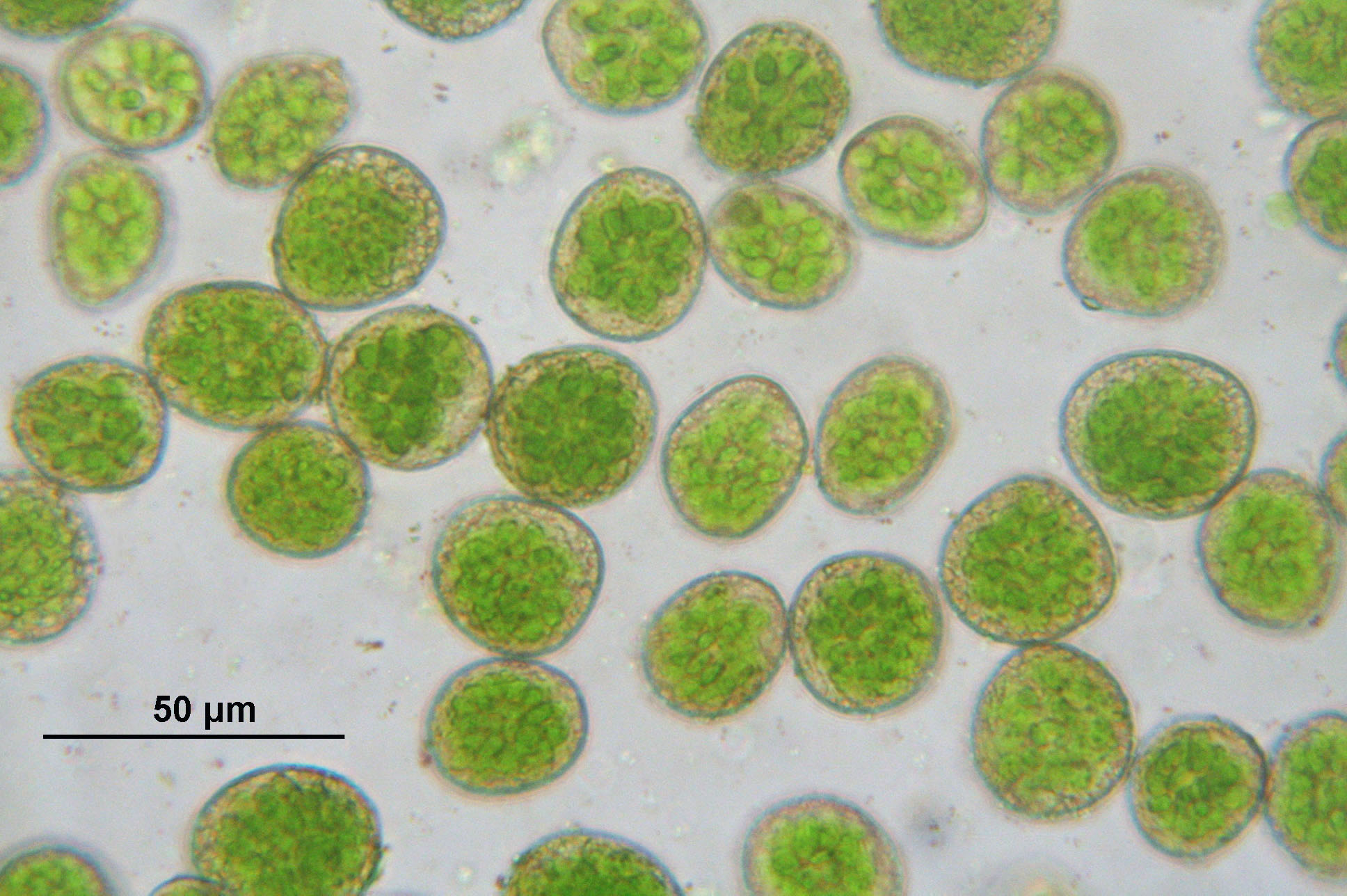

## Характеристика
Рослини (1)2–3(6) см. Стебла червоні або червонувато-коричневі. Листки від зеленого до темно-зеленого кольору, в сухому стані зігнуті та скручені, яйцювато-еліптичні чи іноді еліптичні або видовжено-яйцеподібні, рідко вузькі, (2)3–4(5) мм; краї червонувато-коричневі, 2-шаруваті або рідко багатошарові, зубчасті до нижньої середини листка або іноді лише дистально, зубці попарні або іноді поодинокі, від малих до великих, тупі або іноді гострі; верхівка гостра або загострена, рідше тупа або заокруглена. Коробочка жовто-коричнева, 2 мм. Спори 18–32 мкм.